# Győrasszonyfa
Győrasszonyfa è un comune di 506 abitanti situato nella contea di Győr-Moson-Sopron, nell'Ungheria nordoccidentale.